# Wilchar von Sens
Wilchar († um 786/787) war Bischof von Mentana und Sens und trug den Titel eines Erzbischofs (von Gallien). Seine Identität mit gleichnamigen Bischöfen von Vienne und Sitten ist dagegen nicht gesichert. Er war der höchste kirchliche Würdenträger im fränkischen Reich zur Zeit Pippins des Jüngeren, Karlmann I. und Karl dem Großen. Sollte er mit dem Bischof von Vienne identisch sein, war er auch schon zur Zeit Karl Martells Erzbischof.

## Leben
Er war möglicherweise fränkischer Herkunft. Beate Schilling schließt von seinem Namen auf eine angelsächsische Herkunft. Ob er zu dem Kreis von Angelsachsen um Bonifatius gehört hat, ist nicht bekannt.

### Erzbischof in Vienne
Folgt man Beate Schilling, die von einer Identität des Bischofs von Vienne mit dem aus Sens ausgeht, wurde er zur Zeit von Karl Martell von Gregor III. zum Erzbischof für die Gebiete des Frankenreichs ernannt. Sie gibt dafür als Quelle einen Nachtrag der Vita des Gregor III. an. Unklar ist die Datierung der Ernennung. Möglicherweise erfolgte diese bereits 732. Dies würde bedeuten, dass Bonifatius, dessen Ernennung 735 erfolgte, als zweiter Erzbischof nach Wilchar für die östlichen Gebiete des Frankenreichs ernannt wurde. Erkennbar in Erscheinung trat Wilchar, im Gegensatz zu Bonifatius, auch in den 740er Jahren nicht.
Schilling geht davon aus, dass es sich bei der Ernennung, die wahrscheinlich ohne Mitwirkung Karl Martells geschah, nicht um einen Ehrentitel handelte, sondern das der Papst beabsichtigte, die niedergegangene Metropolitanverfassung wiederherzustellen. Dabei umfasste der Zuständigkeitsbereich Wichars zunächst das gesamte Frankenreich, ehe später die östlichen Missionsgebiete für Bonifatius abgetrennt wurden.
Problematisch ist, dass die lokale Überlieferung in Vienne etwa in der Chronik Ados von Vienne aus dem 9. Jahrhundert nichts von einer Ernennung Wichars zum Erzbischof erwähnt. Diese Chronik berichtet durchaus ausführlich über diesen Bischof. In seine Zeit fallen Verheerungen durch die Sarazenen aber auch Versuche Karl Martells sich Kirchengüter anzueignen. Er hätte daher sein Bischofsamt niedergelegt und sei in ein Kloster eingetreten. Später sei er nach Rom gegangen und hätte in engem Kontakt zu Papst Stephan II. gestanden. Danach lebte er seit den 740er Jahren als Mönch in Saint-Maurice. In dieser Zeit ist er aus den Quellen für Jahre völlig verschwunden.

### Bischof von Mentana und Abt
Als Bischof von Mentana/Nomentum agierte er seit 751 oder 753 in unmittelbarer Nähe Roms. Dass ein Angehöriger der fränkischen Kirche zu dieser Zeit einen so romnahen Bischofssitz innehatte, erscheint ungewöhnlich. Er gehörte zu einer Reihe von fränkischen Klerikern, die nach Italien reisten und eine gewisse Rolle in der Kirche insbesondere um Rom spielten. Sie trugen dazu bei, eine Verbindung zwischen den fränkischen Herrschern und dem Papst aufzubauen. In den folgenden Jahren war er unter Stephan und Paul I. päpstlicher Legat im Frankenreich bei Pippin dem Jüngeren. Er begleitete Papst Stephan II. 754 ins fränkische Reich. Die Reise führte auch über Vienne und die Abtei St. Maurice. Kurz vor der Abreise hat der Papst Chrodegang von Metz  zum Erzbischof für das Frankenreich ernannt.
Folgt man Schilling wurde er um 762 Abt von Saint-Maurice. Ein Abt dieses Namens war in diesem Jahr auf der Synode von Attigny anwesend. Dieser ist auch durch eine Schenkungsurkunde aus dem Jahr 765 bezeugt. Im selben Jahr überführte er verschiedene Reliquien in das Kloster Gorze. Auch für Schilling ist unklar, was es mit der Nennung eines Wichars als Bischof von Sitten in jüngeren Quellen auf sich hat.

### Erzbischof in Sens
Nach 766 war er offenbar nicht mehr Bischof in Mentana. Stattdessen war er Bischof in Sens. Er wurde als archiepiscopus (provinciae) Galliarum civitate Senese bezeichnet. Zum ersten Mal taucht er beim Konzil von Rom 769 als solcher auf. Die Titulatur als Erzbischof wurde verschiedentlich kontrovers diskutiert. Angesichts einer nicht vorhandenen Metropolitanverfassung der fränkischen Kirche war er wohl nicht Vorsteher einer Kirchenprovinz, sondern führte die Bezeichnung als persönlichen Ehrentitel. Aber der Bezug auf Gallien macht seine Führungsrolle in der fränkischen Kirche deutlich. Er war als solcher Nachfolger des Bonifatius und des Chrodegang von Metz als höchster kirchlicher Würdenträger im fränkischen Reich.
Nach dem Tod Pippins gehörte er zu den Beratern von Karlmann. Als solcher war er mitverantwortlich für eine aggressive Politik gegenüber dem Langobardenkönig Desidarius, die zu dieser Zeit im Gegensatz zur Strategie des anderen fränkischen Teilherrschers Karl stand.
Nach dem Tod Karlmanns huldigte er 771 an der Spitze der Großen von dessen Teilreich dem neuen Gesamtherrscher Karl dem Großen. Dieser kam den Vorstellungen von Wilchar und von Fulrad von St. Denis in der Italienpolitik entgegen. Die innere Übereinstimmung in beiden Teilreichen war eine Voraussetzung für den Krieg gegen die heidnischen Sachsen. In der Folge bewegte er sich häufig im engen Umfeld von Karl dem Großen und hat diesem auch als Gesandter gedient.
Über sein Wirken als Erzbischof ist nur wenig bekannt. Im Jahr 777 hat er zwischen Fulrad von Saint-Denis und Bischof Angilram von Metz vermittelt. Im Jahr 777 nahm er an der Reichsversammlung in Sachsen teil, wo es zur Aufteilung des scheinbar eroberten Landes in Missionsbezirke ging. In den 780er Jahren war er an dem Versuch beteiligt, den Einfluss der fränkischen Kirche auf spanisches Gebiet südlich der Pyrenäen auszudehnen und bestimmte dort verbreitete abweichende Lehrmeinungen zu bekämpfen. Zu diesem Zweck erlaubte Papst Hadrian I. Wilchar einen Kleriker mit Namen Egila zum Bischof zu weihen. Diesem wurde kein Bischofssitz zugewiesen, so dass er als Wander- oder Missionsbischof gelten muss. Für Karl den Großen reiste er auch als Gesandter nach Rom. Dabei ging es nicht nur um Politik, sondern auch um Reliquien. Auch scheint Wilchar von Papst Hadrian I. als Bauexperte geschätzt worden zu sein. Der Papst bat um Wilchars Anwesenheit als es um die Reparatur der Peterskirche ging.
Er war zeitweise der einzige Erzbischof im fränkischen Reich. Erst allmählich begann der Aufbau einer Metropolitanverfassung. Teilweise wird dies auf die Zeit nach dem Tod des Wilchars datiert.  Teilweise werden Ansätze dazu noch zu seinen Lebzeiten in den frühen 780er Jahren gesehen. Beate Schilling dagegen meint, dass es Wilchars historische Leistung war, die Metropolitanverfassung nach dem Vorbild der spätantiken Provinzen eingeführt zu haben. Wahrscheinlich auf seinen Einfluss dürfte die Wiederbesetzung der seit Jahren vakanten Bischofssitze in Lyon und Vienne zurückgehen.
Zuletzt nachweisbar ist Wilchar 785. Er wird 786 oder 787 gestorben sein.